# Cercanías San Sebastián
La red de Cercanías San Sebastián (Donostiako Aldiriak en euskera) es un servicio de trenes interurbanos que da servicio a San Sebastián y a su área metropolitana, explotado por Renfe Operadora bajo la marca Renfe Cercanías. Las estaciones empleadas, sin embargo, pertenecen a Adif. Está compuesta por una sola línea, la C−1, aunque las frecuencias con las que opera hace que se asimile con una línea de ferrocarril metropolitano.
La red emplea la línea ferroviaria Madrid-Irún-Hendaya durante todo su recorrido. El trazado y funcionamiento de la red de Cercanías compone, junto con la de Euskotren Trena y las líneas de autobuses de Dbus y Lurraldebus, la red básica de transporte público de Guipúzcoa.

## Historia
La red de cercanías de San Sebastián es un proyecto de la Diputación Foral de Guipúzcoa y el Gobierno Vasco que pretende dotar al Valle del Oria, así como a la parte alta del Valle del Urola y a la comarca de Bajo Bidasoa de una red de Cercanías Renfe Renfe para asegurar el transporte ferroviario y la conexión con San Sebastián.

### Cronología
Mayo 1990: se inaugura la línea C−1 entre Irún y Bríncola
- 12 de mayo de 2011: entra en servicio la estación de Intxaurrondo, entre las de Ategorrieta y Herrera[2]

## Red actual
La red se compone las siguientes líneas:
| Línea | Recorrido       | Inauguración | Longitud | Frecuencia | Estaciones        |
| ----- | --------------- | ------------ | -------- | ---------- | ----------------- |
|       | Irún ↔ Bríncola | ?            | 80,5 km  | 10-50'     | 30 (31 previstas) |

### Zonificación
La red de Cercanías de San Sebastián está diferenciada en 7 zonas distintas, que reciben los números del 1 al 6 en función de su distancia con la estación de Estación de San Sebastián, centro de la red. La séptima zona recibe de nuevo el número 2 porque se encuentra a la misma distancia que la otra zona 2. Estos son los diferentes municipios que componen la red y sus respectivas zonas:
| Zona | Municipios                                                                               |
| ---- | ---------------------------------------------------------------------------------------- |
| 1    | Hernani · Pasajes · San Sebastián                                                        |
| 2    | Andoáin · Irún · Lezo · Urnieta                                                          |
| 3    | Anoeta · Cizúrquil · Tolosa                                                              |
| 4    | Alegría de Oria · Beasáin · Icazteguieta · Isasondo · Legorreta · Villafranca de Ordizia |
| 5    | Ormáiztegui · Zumárraga                                                                  |
| 6    | Legazpia · Oñate                                                                         |

### Estaciones
|   | Estación            | Municipio              | Correspondencia                                                                                    | Zona |  |
| - | ------------------- | ---------------------- | -------------------------------------------------------------------------------------------------- | ---- |  |
| • | Irún                | Irún                   | SNCF L1 L2 L4 G1 G2 E24 E25 E26 E27 E28 E29 E77 E78                                                | 2    |  |
| • | Ventas de Irún      | Irún                   | L2 G2 E22 E24 E26 E27 E28 E29 E77                                                                  | 2    |  |
| • | Lezo-Rentería       | Lezo                   | U22                                                                                                | 2-1  |  |
| • | Pasajes             | Pasajes                | E01 E02 E05 E06 E07 E20 E26 E27 E71 E72 E75 E77                                                    | 1    |  |
| • | Herrera             | San Sebastián          | 13 24 27 38 B6 B10 E01 E02 E05 E07 E20 E26 E27 E71 E72 E75 E77                                     | 1    |  |
| • | Intxaurrondo        | San Sebastián          | 8 9 14 29 31 B3 B10                                                                                | 1    |  |
| • | Ategorrieta         | San Sebastián          | 8 9 14 29 31 B3 B10                                                                                | 1    |  |
| • | Gros                | San Sebastián          | 13 14 27 29 31 33 36 37 46 B6 B10 E01 E02 E05 E07 E20 E26 E27 E71 E72 E75 E77 E79                  | 1    |  |
| • | San Sebastián       | San Sebastián          | 17 24 37 45 DB02 DB03 DG07 DO01 DO02 DO03 DO04 E21 E30 GO07 UK01 UK09 UK10 DB43G DG47G DO44G UK41G | 1    |  |
| • | Loyola              | San Sebastián          | 21 26 31 41 B4 BU12 BU40G                                                                          | 1    |  |
| • | Martutene           | San Sebastián          | 26 41 B4 BU12 BU40G                                                                                | 1    |  |
| • | Hernani             | Hernani                | 0 1                                                                                                | 1    |  |
| • | Hernani-Centro      | Hernani                | 0 BU12 BU13 BU40G                                                                                  | 1    |  |
| • | Urnieta             | Urnieta                | | 1-2  |  |
| • | Andoáin             | Andoáin                | BU05 BU06 BU40G                                                                                    | 2    |  |
| • | Andoáin-Erdia       | Andoáin                | BU03 BU04 BU07 TO23E BU47G                                                                         | 2    |  |
| • | Villabona-Cizúrquil | Cizúrquil              | TO27E                                                                                              | 2-3  |  |
| • | Anoeta              | Anoeta                 | TO20E                                                                                              | 3    |  |
| • | Tolosa-Centro       | Tolosa                 | Hiribusa BU07 BU08 BU09 DO03 GO07 TO07 UK02 BU47G TO47G                                            | 3    |  |
| • | Tolosa              | Tolosa                 | Hiribusa TO01 TO05 TO06 UK02 TO41G                                                                 | 3    |  |
| • | Alegría de Oria     | Alegría de Oria        | DO03 TO01 TO24E TO25E TO26E TO41G                                                                  | 3-4  |  |
| • | Icazteguieta        | Icazteguieta           | DO03 TO26E                                                                                         | 4    |  |
| • | Legorreta           | Legorreta              | DO03 GO04 GO41G                                                                                    | 4    |  |
| • | Isasondo            | Isasondo               | DO03 GO04 GO41G                                                                                    | 4    |  |
| • | Ordicia             | Villafranca de Ordizia | DO03 GO01 GO04 GO05 GO07 GO21E GO23E GO41G                                                         | 4    |  |
| • | Beasáin             | Beasáin                | DO03 GO01 GO03 GO04 GO05 GO07 GO41G                                                                | 4    |  |
| • | Ormáiztegui         | Ormáiztegui            | DO03 GO05 GO41G                                                                                    | 5    |  |
| • | Zumárraga           | Zumárraga              | DG03 DG04 DG09 DO03 GO05 GO06 GO07 UK06 DG43G DG44G                                                | 5    |  |
| • | Legazpia            | Legazpia               | | 5-6  |  |
| • | Bríncola            | Legazpia               | | 6    |  |

## Infraestructura

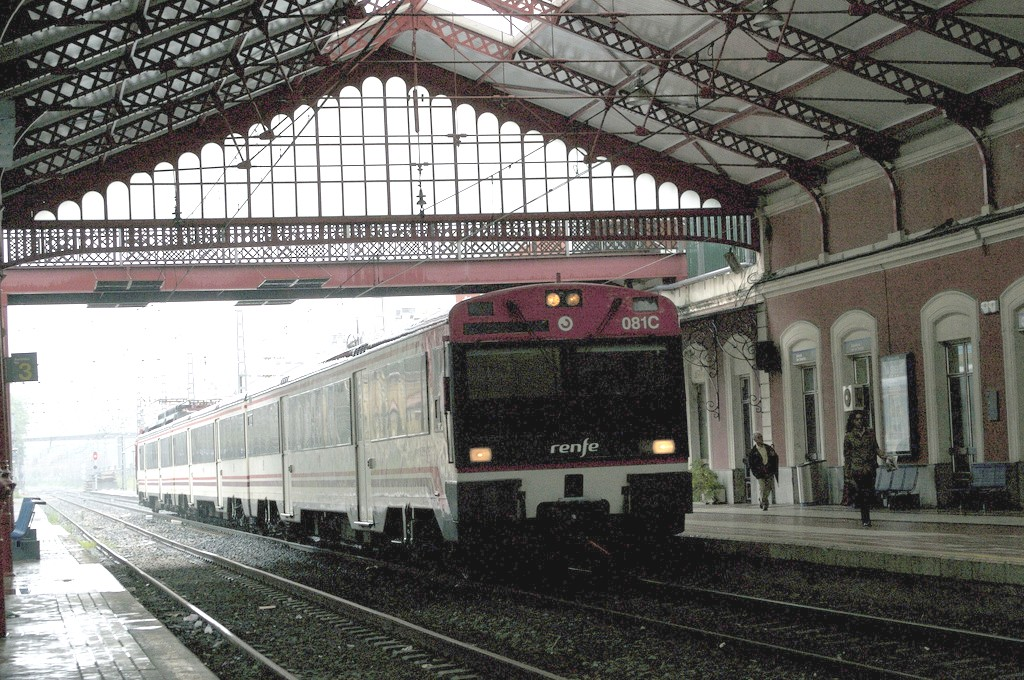
Tren Serie 470 en la Estación de San Sebastián

La línea toma la línea ferroviaria 100 de Adif de Madrid—Chamartín a Irún y Hendaya, entre la estación de Bríncola y la de Irún.

## Operación

### Horario
Los horarios de funcionamiento de los trenes de Cercanías de San Sebastián varían según franjas horarias. Además, no todos los trenes realizan todo el recorrido. En las zonas más alejadas hay menos servicios. Dependiendo de eso, la frecuencia de paso por sentido es de entre 10 y 50 minutos por sentido. No obstante, los trenes regionales se han incorporado a la oferta de la red de Cercanías, lo que permite que, con el billete de Cercanías, el viajero se pueda montar en uno de estos trenes siempre que sea dentro del recorrido de la línea C−1, lo que mejora las frecuencias, si bien es cierto que apenas hay 5 o 6 estaciones en las que paren estos trenes.
El primer tren sale a las 04:55 desde la estación de Irún hacia la de Bríncola y el último opera entre las estaciones de Zumárraga e Irún, desde las 22:11 hasta las 23:38, respectivamente.
Aquí aparece una tabla detallada con los horarios en la estación de San Sebastián:
| Estación de San Sebastián                 | Estación de San Sebastián        |
| C−1 sentido Tolosa · Zumárraga · Bríncola | C−1 sentido Lezo-Rentería · Irún |
| ----------------------------------------- | -------------------------------- |
| 5:33                                      |                                  |
| 5:58                                      | 6:03                             |
| 6:18                                      | 6:38                             |
| 6:36                                      | 7:03                             |
| 6:56                                      | 7:33                             |
| 7:14                                      | 7:43                             |
| 7:50                                      | 8:04                             |
| 8:04                                      | 8:15                             |
| 8:36                                      | 8:34                             |
| 9:01                                      | 8:46                             |
| 9:19                                      | 9:02                             |
| 9:54                                      | 9:52                             |
| 10:54                                     | 10:13                            |
| 11:14                                     | 10:27                            |
| 11:17                                     | 10:53                            |
| 11:54                                     | 11:25                            |
| 12:44                                     | 12:06                            |
| 13:24*                                    | 12:53                            |
| 13:51                                     | 13:23                            |
| 14:04                                     | 13:58                            |
| 14:22                                     | 14:23                            |
| 14:46                                     | 14:53                            |
| 15:19*                                    | 15:14                            |
| 15:25                                     | 15:23                            |
| 16:01                                     | 16:21                            |
| 16:44                                     | 16:43                            |
| 17:06                                     | 17:20                            |
| 17:53                                     | 18:08                            |
| 18:21                                     | 18:28                            |
| 18:39                                     | 19:08                            |
| 18:56                                     | 19:38                            |
| 19:24*                                    | 20:23                            |
| 19:28                                     | 20:41                            |
| 19:44                                     | 21:23                            |
| 20:11                                     | 21:48                            |
| 20:26                                     | 22:18                            |
| 20:59                                     | 22:48                            |
| 21:31                                     | 23:11                            |
| 22:06                                     |                                  |
| 22:43                                     |                                  |

Los servicios marcados con un * están ofrecidos por trenes CIVIS.

### Información al viajero
Todos los trenes cuentan con indicaciones por megafonía y paneles luminosos o pantallas de las estaciones por las que va pasando el tren. Estos paneles luminosos o pantallas también informan de la hora y la temperatura exterior. También disponen de avisos acústicos y luminosos de aviso de cierre de puertas.
En todas las estaciones se pueden encontrar pantallas y/o paneles informativos sobre los trenes que efectúan parada, además se realizan avisos por megafonía a la llegada de los trenes.

### Billetes
Aldiriak está vinculado a la tarjeta Mugi, que permite utilizar todos los medios de transporte de la provincia de Guipúzcoa. Además, hay títulos de transporte exclusivos para la red de aldiriak.
| Billete                                 | Descripción                                                                                | Precio por zonas (1 a 6) | Precio por zonas (1 a 6) | Precio por zonas (1 a 6) | Precio por zonas (1 a 6) | Precio por zonas (1 a 6) | Precio por zonas (1 a 6) |
| --------------------------------------- | ------------------------------------------------------------------------------------------ | ------------------------ | ------------------------ | ------------------------ | ------------------------ | ------------------------ | ------------------------ |
| Txartel Erraza/Billete sencillo         | Billete válido para viajar sólo una vez                                                    | 1,70€                    | 1,90€                    | 2,60€                    | 3,35€                    | 3,80€                    | 5,00€                    |
| Joan-etorria/Ida y vuelta               | Billete válido para realizar dos veces en el día el mismo recorrido en sentidos contrarios | 2,60€                    | 2,75€                    | 4,10€                    | 5,50€                    | 6,40€                    | 8,00€                    |
| Hileko Abonamendua/Abono Mensual        | 2 viajes al día durante un mes                                                             | 34,45€                   | 43,95€                   | 58,65€                   | 73,30€                   | 85,80€                   | 91,00€                   |
| Ongarri Mugagabea/Abono Ilimitado       | Viajes ilimitados durante un mes                                                           | 45,60€                   | 51,70€                   | 73,00€                   | 95,98€                   | 109,55€                  | 144,60€                  |
| Aldiriak Konbinatua/Combinado Cercanías | Con billete AVE o Larga Distancia, billete sencillo gratuito                               | 0,00€                    | 0,00€                    | 0,00€                    | 0,00€                    | 0,00€                    | 0,00€                    |

#### Descuentos
| Descuento                       | Descripción                                            | Precio  |
| ------------------------------- | ------------------------------------------------------ | ------- |
| Umeak/Niños                     | Máximo dos niños por adulto                            | 0,00€   |
| Taldeak/Grupos                  | Mismo destino y origen para 10 o más personas          | -30%    |
| Urrezko Txartela/Tarjeta Dorada | Mayores de 60 años, jubilados o discapacitados         | -40%    |
| Familia Ugaria/Familia Numerosa | Sólo aplicables en billete sencillo bajo justificación | -20-50% |

## Frecuentación
Durante el año 2007, Cercanías de San Sebastián alcanzó un pico de 6 millones de viajeros, que al año siguiente descendió de más de 18%.
Ya en el año 2011, el servicio volvió a repuntar, sobrepasando la barrera de los 7 millones de viajes.
| Año  | Pasajeros |
| ---- | --------- |
| 2005 | 5 169 199 |
| 2006 | 5 125 203 |
| 2007 | 6 060 036 |
| 2008 | 4 890 976 |
| 2009 | 4 943 031 |
| 2010 | 4 767 839 |
| 2011 | 7 148 000 |
| 2012 | ?         |
| 2013 | ?         |
| 2014 | ?         |
| 2015 | ?         |
| 2016 | ?         |
| 2017 | 6 150 000 |

## Futuro

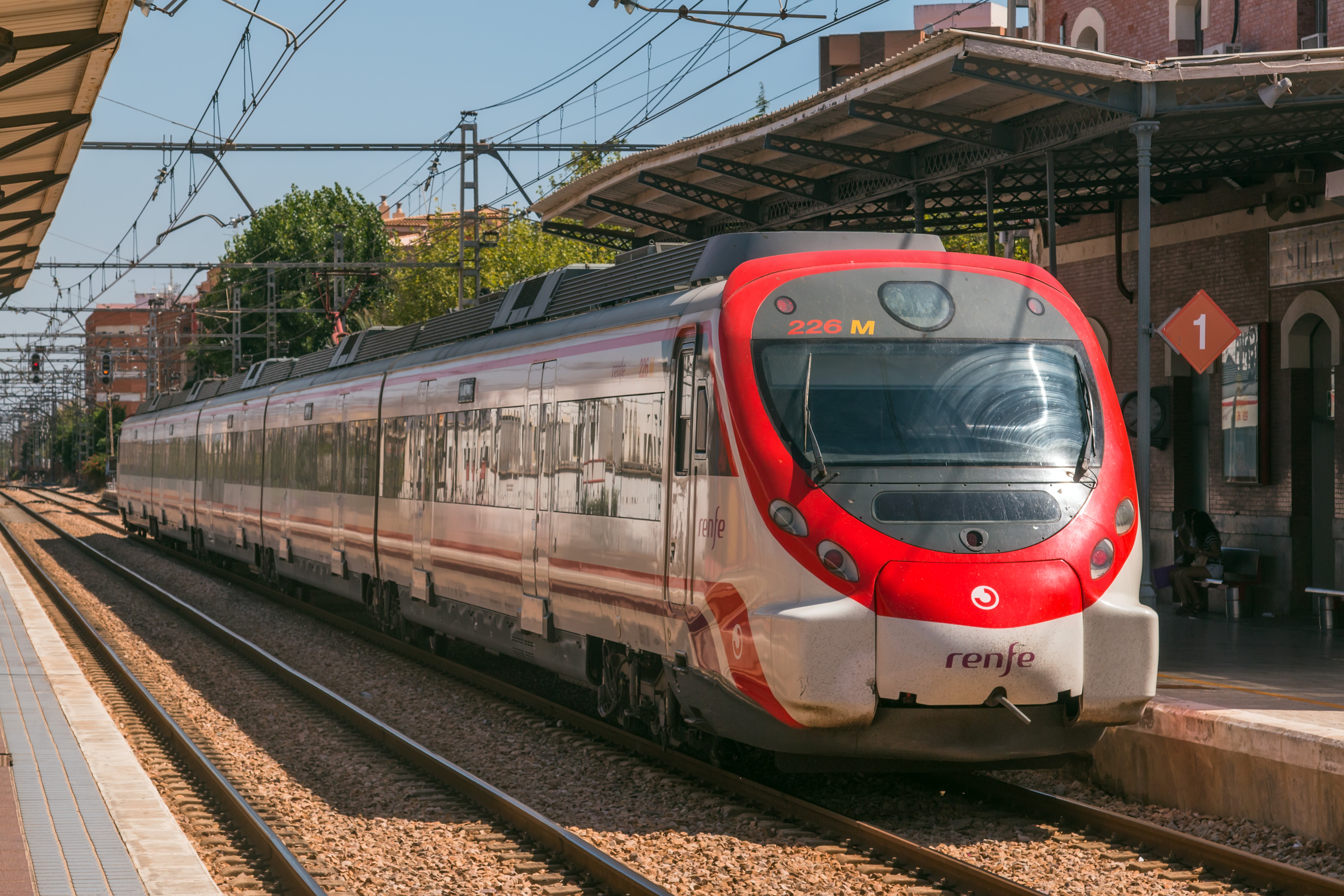
Tren Renfe Civia.

### Loiolako Erriberak
Cercanías de San Sebastián es, junto con el Topo, el principal medio de transporte de Guipúzcoa. Comparten las estaciones de Irún (Irun Colon para Euskotren), Ventas de Irún (Bentak para Euskotren), Pasajes (Pasaia para Euskotren) y Herrera (Herrera para Euskotren). Sin embargo, todas ellas se encuentran al este de San Sebastián, no habiendo ninguna más allá de Herrera. Por lo tanto, hoy en día, los viajeros que provengan del interior de Guipúzcoa y deseen ir al oeste donostiarra, deben pasar por Herrera. Para solucionarlo, el Gobierno Vasco impulsó, junto con Adif, la creación de un intercambiador en el barrio Riberas de Loyola, entre las líneas  y . Actualmente está en fase de adjudicación.

### Astigarraga
El municipio de Astigarraga contará con una nueva estación de cercanías, cuyas obras fueron sacadas a licitación en junio de 2025 por un importe superior a 15 millones de euros que también cubrirán la construcción de una pasarela peatonal y ciclista que permitirá integrarla con el municipio y su entorno.

### Adecuación de las estaciones
Dada la antigüedad de muchas de las estaciones de la red (finales del siglo XIX), algunas de las estaciones no están adaptadas a personas de movilidad reducida o no poseen pasos subterráneos para salvar las vías. Por ello, Adif está poniendo a punto las distintas estaciones de la red para adecuarlas a las necesidades actuales.

### Sustitución de los trenes
Los trenes que actualmente circulan por la red son trenes Renfe 447, aunque puntualmente se emplean trenes Renfe 446. No obstante, Renfe pretende operar con trenes Renfe Civia. Para ello, se necesitan adecuar los andenes de algunas estaciones. Una vez adecuados, se sustituirán paulatinamente los 447 por Civias.